# Black Creek (Wisconsin)
Black Creek è un comune degli Stati Uniti, situato in Wisconsin, nella Contea di Outagamie.